# Mar Abad
Mar Abad (Almería, 7 de noviembre de 1972) es una periodista, escritora y empresaria española.

## Trayectoria
Abad es licenciada en Periodismo por la Facultad de Ciencias de la Información (Universidad Complutense de Madrid) (UCM) y tiene un Máster en Información Económica por la UCM y la Asociación de Periodistas de Información Económica (APIE).
En 2000, formó parte del equipo que fundó la primera compañía de internet del grupo McCann Erickson, Zentropy. En 2006, Abad participó en el equipo fundador de la revista Brandlife, donde trabajó hasta 2009. En ese momento, por temas internos de la publicación, acabaron desvinculándose cuatro personas e iniciaron la revista Yorokobu ese mismo año. No tenían inversores, tan solo ahorros, por lo que el primer año trabajaron sin cobrar. Es miembro de la Asociación de la Prensa de Madrid (APM).
Abad ha trabajado en Canal Sur Televisión en Almería, en el diario La Voz de Almería, en la Agencia EFE en Madrid, en CNN en Atlanta (Estados Unidos), en la revista Anuncios (Madrid), en la revista Brandlife (Madrid) y en la cadena de televisión Telecinco. También fue colaboradora del diario económico Cinco Días, de la revista Esquire, de la cadena de radio Los 40, de las revistas Interactiva y Estrategias y del canal de tecnología de Antena 3 TecnoXplora. Además, ha impartido clases en másteres universitarios en el Istituto Europeo di Design, la escuela de negocios digitales Foxize, la Universidad de Santander o la Universidad Pompeu Fabra, entre otras. Fue subdirectora de la revista Ling, de la editorial Brands & Roses, también editora de la cabecera Yorokobu.
En 2012, Abad fue elegida 'TweetPeriodista' en los Tweet Awards 2012 y quedó finalista en los Premios de Periodismo Accenture 2012 por La comunicación cuántica. En 2014, fue ‘Influyente 2.0’ en el Madrid Woman’s Week y resultó finalista en los Premios La Buena Prensa de ese mismo año en la categoría Reportaje por La máquina de escribir: de los evangelistas a los tipógrafos. En 2016, quedó finalista del Premio Internacional de Periodismo Colombine por Ángela Ruiz Robles: la española que vislumbró la era digital en los años 40. Además, la sección ‘El folletín ilustrado‘ de Yorokobu, un relato de un personaje escrito por Abad y dibujado por Buba Viedma, recibió una plata en los Premios ÑH en 2016.
En 2017, ganó el Premio de Periodismo Accenture, en la categoría de innovación, por Dos veinteañeros están creando una nueva industria aeroespacial. Al año siguiente, Abad recibió el Premio Internacional de Periodismo Colombine, por Las mujeres aún tienen que conquistar las ciudades y fue finalista por Aurora Bertrana: lecciones de una rebelde para ser una mujer libre.
En 2019, fue Premio Nacional de Periodismo Miguel Delibes por El lenguaje impaciente. También fue finalista del Premio Internacional de Periodismo Colombine por Violeta, la periodista que impulsó la liberación de la mujer a principios del XX y finalista en los Premios La Buena Prensa 2019, en la categoría entrevista, por Rocío Sáiz: «El Chonismo ilustrado reivindica el folclore nacional». En 2020, Abad ganó el Premio Don Quijote de Periodismo por Cómo ha cambiado el español en los últimos 80 años.
Ha sido guionista del programa El condensador de fluzo  en RTVE y ha fundado la productora de podcast El Extraordinario, del cual es guionista y directora editorial. También participa en el pódcast Las Palabras, en radio Prisa, para el aprendizaje de idiomas y la enseñanza de la lengua española.
En 2022 publicó Romanones. Una zarzuela del poder en 37 actos, biografía novelada del Conde de Romanones.  El periodista Cristóbal Villalobos la calificó de «ágil y entretenida.»
En 2024 publicó El gato más culto del mundo. Una gatografía basada en hechos reales, un ensayo narrativo ilustrado por Laura Agustí centrado en la figura histórica del gato del Ateneo Científico, Literario y Artístico de Madrid, al que bautiza Fígaro, que reconstruye la época de la Edad de Plata y sus personajes ateneístas.

## Premios y reconocimientos
- Premio Don Quijote de Periodismo 2020, por Cómo ha cambiado el español en los últimos 80 años.[8]
- Premio Nacional de Periodismo Miguel Delibes 2019, por El lenguaje impaciente.[7]
- Premio Internacional de Periodismo Colombine 2018, por Las mujeres aún tienen que conquistar las ciudades y finalista por Aurora Bertrana: lecciones de una rebelde para ser una mujer libre.[6]
- Premio de Periodismo Accenture 2017, en la categoría de innovación, por Dos veinteañeros están creando una nueva industria aeroespacial.[5]

## Obra
- 2011 – Twittergrafía, el arte de la nueva escritura. Catarata. Coautora junto a Mario Tascón. ISBN 978-84-8319-625-0.
- 2017 – De estraperlo a #postureo. Editorial Larousse. ISBN 978-8499742663.
- 2019 – Antiguas pero modernas. Libros del K.O. ISBN 978-84-17678-24-1.
- 2019 – El folletín ilustrado. Lunwerg Editores. Coautora junto a Buba Viedma. ISBN 978-84-17858-24-7.
- 2022 – Romanones. Una zarzuela del poder en 37 actos. Libros del K.O. ISBN 978-84-19119-10-0.
- 2024 – El gato más culto del mundo. Una gatografía basada en hechos reales [Ilustrado por Laura Agustí]. Lunwerg Editores. ISBN 9788419875310